# Скендер
Скендер (алб. skënder) — денежная единица, выпущенная в городе Корча (Албания) в 1921 году вместо франка Корчи. 1 скендер = 100 кинтов (алб. qint). Назван, вероятно, в честь вождя антиосманского албанского восстания, национального героя Албании Георга Кастриоти, носившего также имя Скандербег, Скандер, Искандер (1405—1468), который был изображён на банкнотах.
Скендеры и кинты выпускались только в виде банкнот:
- с датой «1 августа 1921»: 1/2, 1 скендер;
- с датой «9 ноября 1921»: 25, 50 кинтов, 1, 20 скендеров[1].